# اندام بیدر
اندام بیدر یا ارگان بیدر، یک اندام کروی، به رنگ قهوه‌ای، که در بسیاری از اعضای خانواده Bufonidae (وزغ‌ها) وجود دارد. این اندام در بخش جلویی کلیهها یا mesonephros واقع شده‌است. و در طول مرحله لاروی، در بخش نوک جمجمه غدد گناد نر و ماده تشکیل می‌شود. عملکرد اصلی آن به نظر می‌رسد که درون‌ریز و سهیم بودن در تنظیم هورمون‌های جنسی است.
این اجزا به‌طور معمول شامل فولیکول‌هایی است که توانایی به بلوغ رسیدن (فعال شدن) را دارند. جانورشناسان بر روی فیزیولوژی این اندام از طریق castrating وزغ نر (برداشتن بیضه‌ها) آزمایش انجام داده‌اند. در اثر این کار اندام بزرگ شده و تولید تخمک‌ها را آغاز می‌کند.
این اندام به افتخار فریدریش بیدر (Friedrich Bidder) نام‌گذاری شده‌است.

## آناتومی
آناتومی داخلی این اندام، شامل دو بخش است، بخش درونی دربر گیرندۀ connective tissue که دارای انبوهی از blood vessels, می‌باشد، و اجزای جانبی آن شامل قشر، که دارای فولیکول‌ها در مراحل مختلف رشد می‌باشد. مولکول‌هایی از proteins‌های مختلف در لایه خارجی فولیکول‌ها وجود دارد، homologous نسبت به zona pellucida در ovum. فیزیولوژی اندام بیدر منحصر به فرد است، و ارتباطی با sexual changing capabilities of amniotes (به‌طور مثال، خزندگان، پرندگان و پستانداران) ندارد.

## موقعیت‌یابی در کالبدشکافی وزغ
ایده‌آل‌ترین نمونه برای کالبد شکافی Bufo marinus، یا وزغ بزرگ نیشکر است. در وزغ نر، روده را در جهت چپ بلند کرده، در mesentery روده بین دو mesonephros، اندام بیدر قرار دارد که یک اندام آشکار، به رنگ قرمز بوده و در سمت قطب‌های جمجمه‌ای بیضه‌های بزرگ قرار دارد.